# Lodi (Nowy Jork)
Lodi – miasto w Stanach Zjednoczonych, w stanie Nowy Jork, w hrabstwie Seneca.